# Rudnik (Hażlach)
Rudnik (früher auch Rudniki) ist eine Ortschaft mit einem Schulzenamt der Gemeinde Hażlach im Powiat Cieszyński der Woiwodschaft Schlesien in Polen.

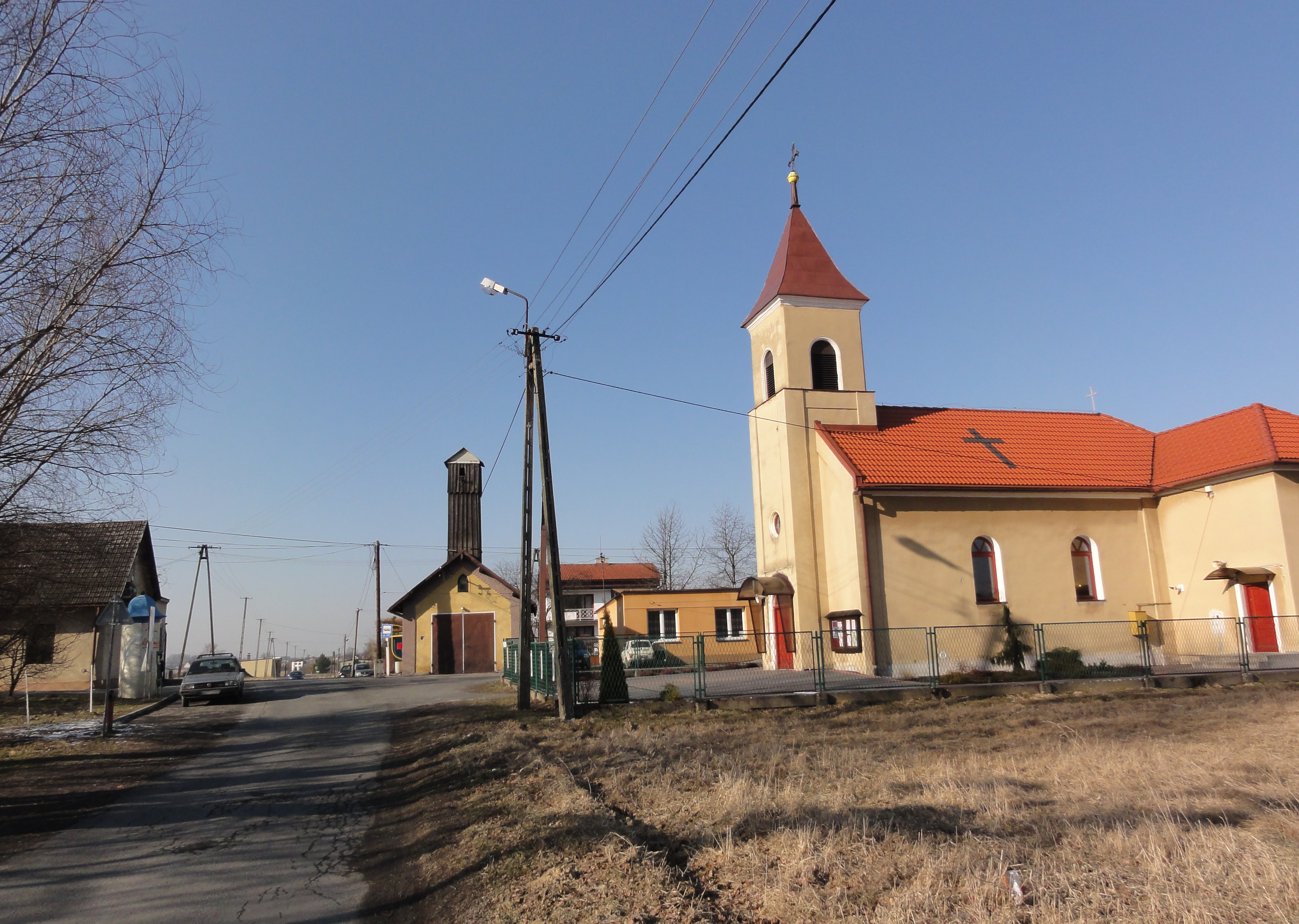
Ortsmitte mit Filialkirche

## Geographie
Rudnik liegt im Ostrauer Becken (Kotlina Ostrawska), etwa 25 Kilometer westlich von Bielsko-Biała und 50 Kilometer südlich von Katowice im Powiat (Kreis) Cieszyn.
Das Dorf hat eine Fläche von 410,50 Hektar.
Nachbarorte sind Pruchna im Norden, Dębowiec im Südosten, Hażlach im Süden, Kończyce Wielkie im Westen.

## Geschichte
Das Dorf liegt im Olsagebiet (auch Teschener Schlesien, polnisch Śląsk Cieszyński).
Der Ort wurde 1566 erstmals urkundlich als Rudnik erwähnt, aber es gibt auch ein Dokument vom Jahr 1608, in dessen er wurde im Nachhinein 1523 erwähnt. Der Name ist abgeleitet vom gleichnamigen Bach im Jahr 1442 erwähnt (do potoka jmenem Rudnika). Der Name des Bachs stammt aus dem Wort rudy, in Bedeutung rdzawy, auf Deutsch rostig, rostbraun.
Politisch gehörte das Dorf zum Herzogtum Teschen, die Lehensherrschaft des Königreichs Böhmen, seit 1526 gehörte es zur Habsburgermonarchie.
Nach der Aufhebung der Patrimonialherrschaften war es ab 1850 ein Teil der Gemeinde Kończyce Wielkie in Österreichisch-Schlesien, Bezirk Teschen, später Freistadt, Gerichtsbezirk Freistadt. Im Jahr 1910 hatte das Dorf 338 Einwohner, von denen jeder war polnischsprachig und römisch-katholisch.
Im Jahr 1900 wurde römisch-katholische Kapelle gebaut, eine Filiale der Pfarrei Kończyce Wielkie.
1920, nach dem Zusammenbruch der k.u.k. Monarchie und des Polnisch-Tschechoslowakischen Grenzkriegs, kam Rudnik zu Polen. Unterbrochen wurde dies nur durch die Besetzung Polens durch die Wehrmacht im Zweiten Weltkrieg.
Von 1975 bis 1998 gehörte Rudnik zur Woiwodschaft Bielsko-Biała.